# Gary Valenciano
Edgardo José Santiago Valenciano (Manila, 6 de agosto de 1964), también conocido como Gary Valenciano o Gary V., es un músico filipino.
Valenciano ha lanzado 26 álbumes y ganó los Premios Awit por "Mejor intérprete masculino" once veces. Sus canciones más notables incluyen "Di Bale Na Lang" ("Ya no importa"), "’Eto Na Naman" ("Aquí vamos de nuevo"), "Sana Maulit Muli" ("Deseo que vuelva a suceder"), "Natutulog Ba ang Diyos?" ("¿Está Dios durmiendo?"), "Gaya ng Dati" ("Como antes"), "Pasko Na, Feel Ko" ("Es Navidad, mi amor") y "Narito" ("Aquí estoy").
Se casó con María Ana Elizabeth Angeli Evangelista, con quien tiene tres hijos: Juan Paolo Martín, José Angelo Gabriel y Kristina María Mikaela.

## Discografía
- Gary (1984)
- Gary… Next (1985)
- Interior de Gary… hacia fuera (1985)
- De Gary, Feliz Navidad (1986)
- Thoughts de mudanza (1987)
- Caras de Love (1989)
- Corazón y alma (álbum ao vivo)
- Grito para Joy (1991)
- El bailar en el claro de luna (1992) - internacionalmente por Toshiba-EMI en Japón
- Grito vivo (1993)
- Hataw Na (1993)
- Mover vivo (1995)
- Fuera del Dark (1995) - internacionalmente en Estados Unidos
- Exterior que mira adentro (1995) - internacionalmente por Polygram
- Interactive (1998)
- Restablecer (2001)
- Un 2 uno (2002)
- Estaré aquí (2002)
- Más allá de las palabras (2003)
- En las películas (2003)
- Corazón puro (2005)
- Alma por completo
- Importancia (2006)